# Accident de Txornòbil

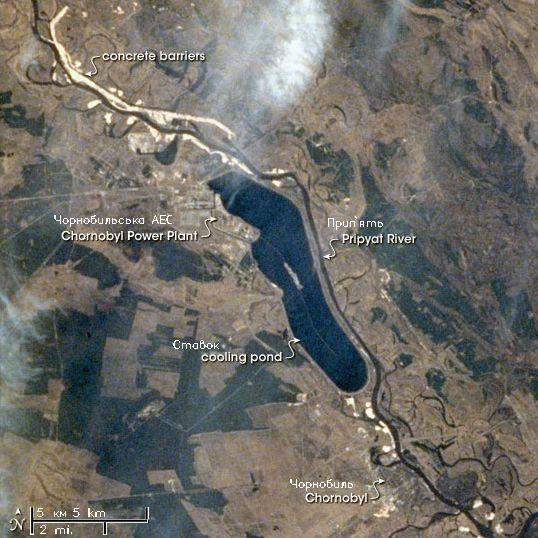
Vista de la zona de Txornòbil des de l'estació espacial Mir. Es pot veure la central al nord de la ciutat de Txornòbil i al costat de la de Prípiat. (en anglès)

L'accident de Txornòbil fou un accident nuclear, considerat el més greu de la història, ocorregut a la Central Nuclear de Txornòbil a Ucraïna (llavors a la Unió Soviètica) el dissabte 26 d'abril de 1986. Va ser el primer accident nuclear en ser classificat amb un set (nivell més alt) a l'escala internacional d'accidents nuclears, només assolit per aquest i, posteriorment, en l'Accident nuclear de Fukushima I de l'any 2011. Aquell dia, en un augment sobtat de potència al reactor número 4 de la central, es va produir l'explosió de l'hidrogen acumulat dins del nucli pel sobreescalfament.

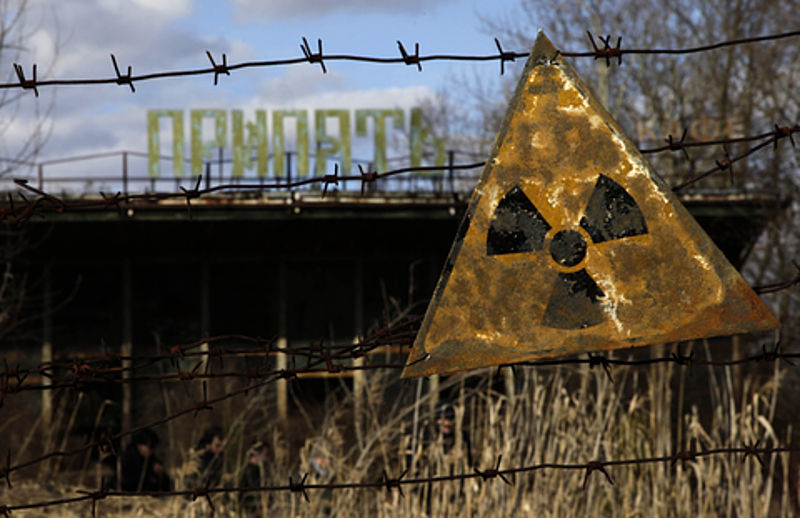
Prípiat, a prop de la central, el 2011

Hi va haver un incendi que va durar deu dies. Més de 800.000 «liquidadors» es van dedicar a «liquidar» la catàstrofe, acabant malalts o morts la majoria d'ells. Més de 130.000 persones van ser evacuades de la zona, tot i que n'hi ha algunes, la majoria gent gran, que ha decidit continuar a viure al seu poble de tota la vida malgrat la contaminació radioactiva. El 2006, hom estimava que l'esperança de vida a Ucraïna, que era de setanta-nou anys als darrers anys de la Unió Soviètica, quan va ocórrer l'accident, seria de cinquanta-cinc anys en 2020 a causa dels seus efectes.
A causa de la manca d'un edifici de contenció a la central nuclear, es dispersà un plomall de pluja radioactiva a diverses zones de la Unió Soviètica i el continent europeu, el 60 % de la qual sobre Belarús. El 40 % del total del territori europeu es va contaminar amb el combustible que es va dispersar a l'atmosfera. Grans àrees d'Ucraïna, Belarús i Rússia en resultaren greument contaminades, cosa que provocà l'evacuació i reassentament d'unes 300.000 persones que vivien a menys de trenta quilòmetres de la central.
Actualment la zona està pràcticament despoblada i coberta per una gruixuda capa de pols amb un alt contingut en americi i altres núclids altament radioactius. Un grup de tècnics i enginyers hi treballen encara, malgrat els greus efectes que saben que infligeixen a la seva salut, per a controlar la zona i intentar preservar els europeus de noves onades de contaminació, fuites i nous accidents. Immediatament després de l'accident el reactor es va cobrir amb un sarcòfag de formigó, vint-i-cinc anys després es va començar a construir un segon confinament, d'acer, per sobre d'aquest. Finalment el 2016 es va inaugurar el nou sarcòfag de Txornòbil. La zona restarà altament contaminada i considerada inhabitable durant quaranta mil anys.

## La central nuclear

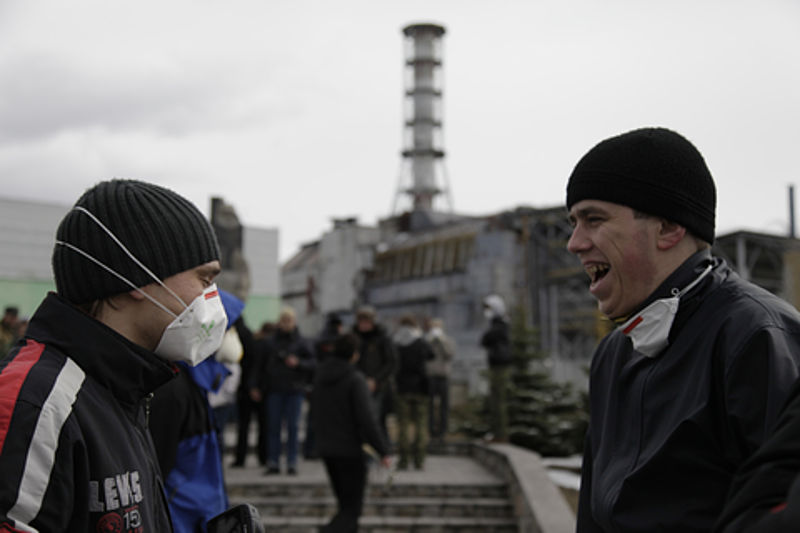
Turistes visitant la central nuclear

La central nuclear de Txornòbil (Чернобыльская АЭС им. В.И.Ленина – Central elèctrica nuclear memorial V. I. Lenin) es troba a Ucraïna, 18 quilòmetres al nord-est de la ciutat de Txornòbil, a 16 quilòmetres de la frontera entre Ucraïna i Belarús i 110 km al nord de Kíiv, la capital d'Ucraïna. Al moment de l'accident disposava de quatre reactors nuclears de gran potència a tubs de força, RBMK, de moderna tecnologia, que havien començat a ser explotats entre 1977 i 1983, amb una potència elèctrica de mil megawatts cadascun. L'accident va aturar la construcció de dos altres reactors. Aportava el 10% de l'energia primària a Ucraïna. Després de l'accident, la central va aturar definitivament.
El nucli del reactor era un immens cilindre de grafit de 1.700 tones, a dins del qual 1.600 tubs cilíndrics de metall resistents a la pressió allotjaven 190 tones de diòxid d'urani. Per aquests tubs hi circulava aigua a alta pressió que, en escalfar-se, proporcionava vapor a la turbina de roda lliure. Entre aquests conductes de combustible nuclear s'hi trobaven altres 180 tubs mòbils, anomenats «barres de control», compostos d'acer i bor, que en ser introduïts al recipient feien disminuir la reacció nuclear en cadena dins d'aquest. El reactor no tenia edifici de contenció.

## L'accident

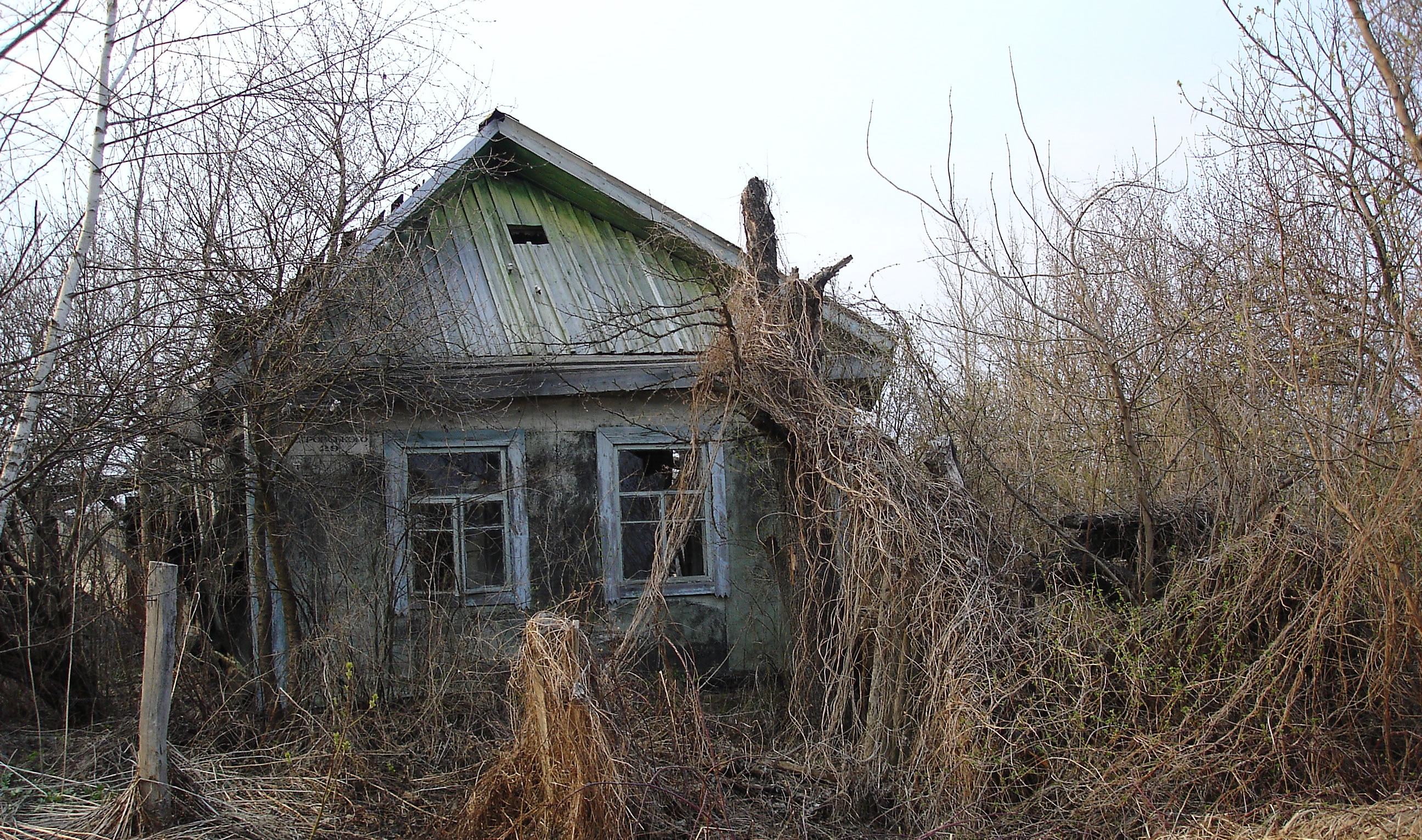
Habitatge proper a l'accident, poc després d'aquest (el maig de 1986)

L'agost del 1986, en un informe remès a l'Agència Internacional d'Energia Atòmica, s'explicaven les causes de l'accident en la planta de Txornòbil. Aquest va revelar que l'equip que operava en la planta el dia 26 d'abril del 1986 es va proposar realitzar una prova amb la intenció d'augmentar la seguretat del reactor. Per a això haurien d'esbrinar durant quant temps continuaria generant electricitat la turbina de vapor una vegada tallat el subministrament de vapor. Les bombes refrigerants d'emergència, en cas d'avaria, requerien un mínim de potència per posar-se en marxa i els tècnics de la planta desconeixien quin era aquest mínim. Una vegada tallat el subministrament de vapor es desconeixia si la turbina podria mantenir les bombes en funcionament.
Per realitzar aquesta prova, els tècnics no volien aturar el reactor, per evitar un fenomen conegut com a enverinament per xenó. Entre els productes de fissió que es produeixen dins del reactor, es troba el xenó 135, un gas amb una gran capacitat d'absorbir neutrons. Mentre el reactor està en funcionament de manera normal, es produeixen tants neutrons que l'absorció és mínima, però quan la potència és molt baixa o el reactor es deté, la quantitat de xenó 135 augmenta i impedeix la reacció en cadena per uns dies. Només quan el xenó 135 es desintegra és quan es pot reiniciar el reactor.
Els operaris van inserir les barres de control per disminuir la potència del reactor i aquesta va disminuir fins als 30 MW. Amb un nivell tan baix, els sistemes automàtics poden detenir el reactor i per aquesta raó els operaris van desconnectar el sistema de regulació de la potència, el sistema d'emergència refrigerant del nucli i altres sistemes de protecció. Amb 30 MW comença l'enverinament per xenó i per evitar-lo van augmentar la potència del reactor pujant les barres de control, però amb el reactor a punt d'apagar-se, els operadors van retirar manualment massa barres de control. De les 170 barres d'acer borat que tenia el nucli, les regles de seguretat exigien que hi hagués sempre un mínim de 30 barres baixades; en aquesta ocasió van deixar-ne només sis de baixades. Amb els sistemes d'emergència desconnectats, el reactor va experimentar una pujada de potència extremadament ràpida que els operaris no van detectar a temps. A les 01:23, quatre hores després de començar la prova, alguns operaris de la sala de control, van començar a adonar-se que alguna cosa anava malament.
Quan els operaris van voler baixar de nou les barres de control, aquestes no van respondre a causa que possiblement ja estaven deformades per la calor i les van desconnectar per permetre'ls caure per gravetat. Es van sentir forts sorolls i llavors es va produir una explosió causada per la formació d'un núvol d'hidrogen dins del nucli, que va fer volar el sostre de cent tones del reactor i que va provocar un incendi en la planta i una gegantina emissió de productes de fissió a l'atmosfera.

## Reaccions

### Primeres reaccions

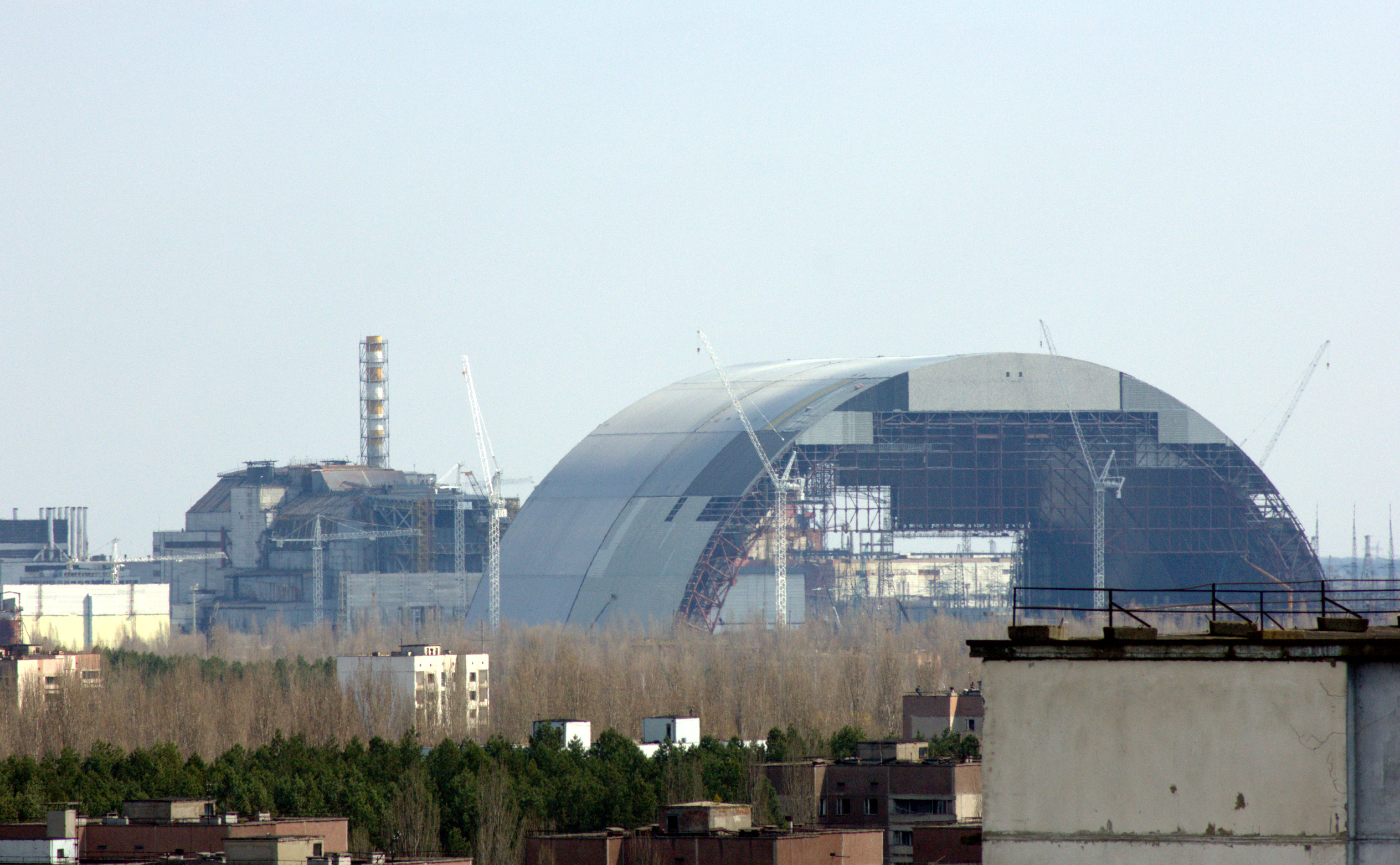
Construcció del «sarcòfag», l'abril de 2015.

Minuts després de l'accident, tots els bombers militars assignats a la central ja estaven en camí. Les flames afectaven diversos pisos del reactor 4 i s'apropaven perillosament a l'edifici on es trobava el reactor 3. El comportament dels bombers durant les tres primeres hores de l'accident va evitar que el foc s'estengués a la resta de la planta. Així i tot, van demanar ajuda als bombers de Kíev a causa de la magnitud de la catàstrofe. Els operaris de la planta van posar els altres tres reactors en refrigeració d'emergència. Dos dies després, hi havia divuit ferits molt greus i cent cinquanta-sis ferits amb lesions mitjanes produïdes per la radiació.
El primer acostament en helicòpter va evidenciar la magnitud de la catàstrofe. El nucli, exposat a l'atmosfera, continuava cremant i emetent productes radioactius. La temperatura assolia els 2.500 °C i en un efecte xemeneia, impulsava el fum radioactiu a una alçària considerable. Alhora, els responsables de la regió van començar a preparar l'evacuació de la ciutat de Prípiat i d'un radi de 10 km al voltant de la planta. Aquesta primera evacuació va començar l'endemà de forma massiva i es va concloure trenta-sis hores després. L'evacuació de Txornòbil i d'un radi de 36 km no es dugué a terme fins passats sis dies de l'accident. Llavors ja hi havia més de mil d'afectats per lesions greus produïdes per la radiació.
El matí del dissabte, diversos helicòpters de l'exèrcit es preparaven per llançar sobre el nucli una barreja de materials que consistia en sorra, argila, plom, dolomita i bor absorbent de neutrons. El bor absorbent de neutrons evitava que es produís una reacció en cadena; el plom estava destinat a contenir la radiació gamma i la resta de materials mantenien la barreja unida i homogènia. Quan el 13 de maig van acabar les missions, s'havien llançat al nucli unes cinc mil tones de materials.
Va començar llavors la construcció d'un túnel per sota del reactor accidentat per consolidar el terreny i evitar que el nucli s'enfonsés a causa del pes dels materials llançats. En una setmana es va acabar el túnel i es va iniciar l'aixecament d'una estructura denominada «sarcòfag», que embolcallaria el reactor aïllant-lo per sempre de l'exterior.
Es va designar una porció de territori, popularment coneguda com "La Zona", dins la qual milers de persones van ser evacuades i reassentades, i on no es pot conrear ni fer altres activitats agrícoles ni industrials i cal una autorització especial per a entrar. Tot i que la central es troba a Ucraïna, la zona prohibida compren territoris d'aquest país i de Belarús. En el moment de l'accident les directives aconsellaven abandonar la zona corresponent a un radi de seixanta quilòmetres de la central però finalment aquesta és com a molt a trenta quilòmetres.
El desembre del 1986, van descobrir amb l'ajut d'una càmera remota a l'interior de la central una massa altament radioactiva a la base de la Unitat Quatre, de més de dos metres d'amplada, que van anomenar la «pota d'elefant» per tenir una aparença arrugada. La massa estava formada de sorra fosa, formigó i una gran quantitat de combustible nuclear que havia escapat del reactor. El formigó sota el reactor estava calent, i va ser trencat per lava, ara solidificada, amb formes cristal·lines anomenades txernobilites. L'estudi de l'interior va concloure, però, que no hi havia nou risc d'explosió.

### Les proves a l'exterior

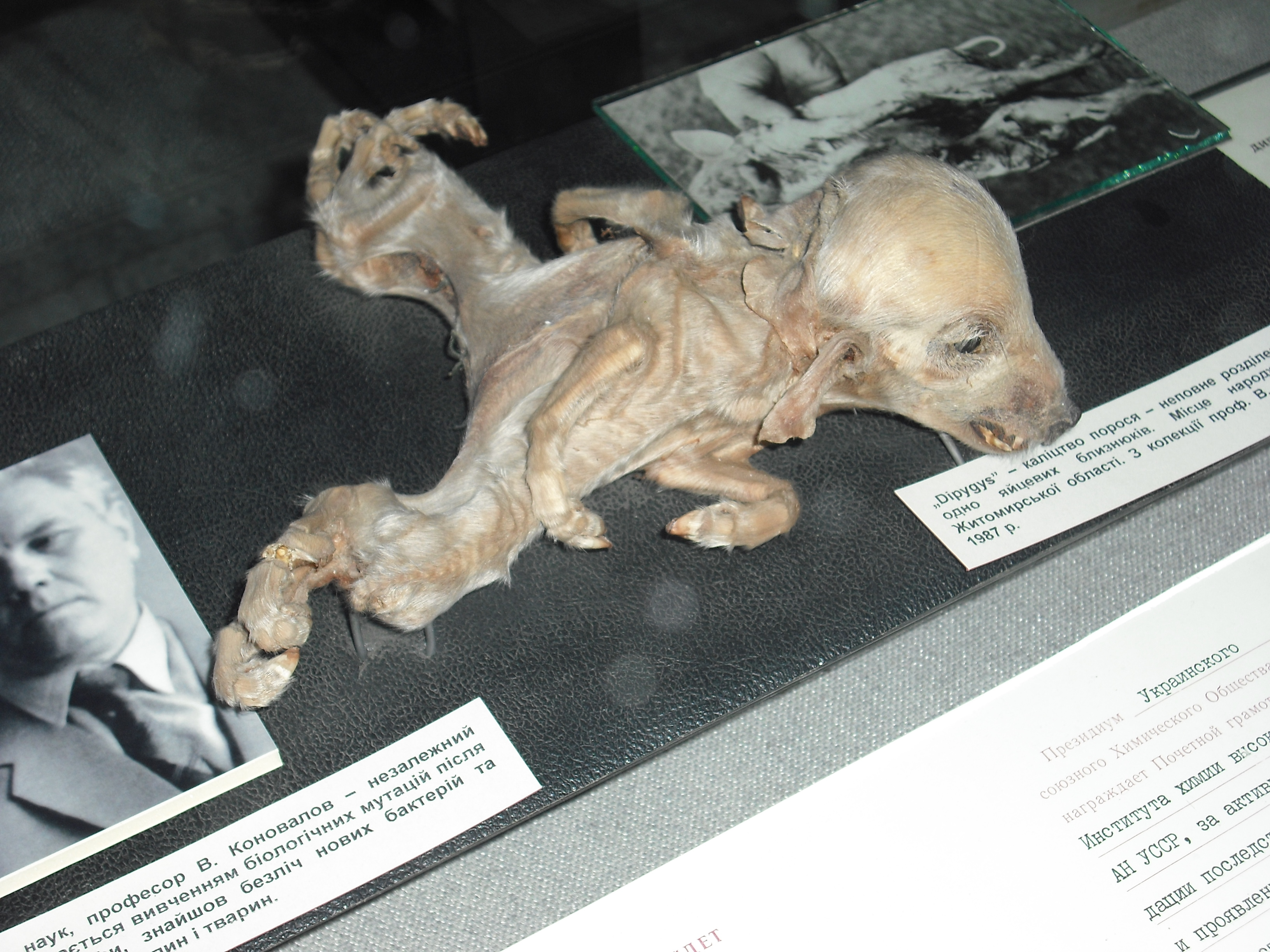
Garrí amb malformacions congènites trobat l'any següent a l'accident

El 27 d'abril diverses estacions de control a Suècia van advertir de l'elevada presència de pols altament radioactiva al seu territori i van fixar-ne l'origen com a provinent de la zona fronterera entre Ucraïna i Belarús en funció dels vents dominants en aquells dies. Mesures similars es van anar succeint a Finlàndia i a Alemanya, la qual cosa va permetre a la resta del món conèixer en part l'abast del desastre. La nit del dilluns 28 d'abril, durant l'emissió del programa de notícies Uremya, el presentador va llegir un breu comunicat:
| « | S'ha produït un accident en la planta d'energia de Txornòbil i un dels reactors ha resultat danyat. Estan prenent-se mesures per eliminar les conseqüències de l'accident. S'està assistint a les persones afectades. S'ha designat una comissió governamental. | » |

Els dirigents de l'URSS havien pres la fatal decisió política de no donar més detalls i d'amagar la magnitud de la catàstrofe. Però davant de l'evidència, el 14 de maig el secretari general Mikhaïl Gorbatxov va decidir llegir un extens i tardà informe en el qual reconeixia la magnitud de la tragèdia.

## Conseqüències

### Humanes
L'explosió va provocar la major catàstrofe en la història de l'explotació civil de l'energia nuclear. Presumptament originat per la realització d'una prova, en el moment de l'accident moriren 31 persones, i al voltant de 350.000 persones van haver de ser evacuades dels 155.000 km² afectats, romanent extenses àrees deshabitades durant molts anys. La radiació es va estendre cap a l'oest d'Europa fins a França, sense arribar a travessar els Pirineus, de manera que en aquestes zones els índexs de radioactivitat van estar per sobre de nivells innocus de radiotoxicitat durant diversos dies. S'estima que es va alliberar unes 500 vegades la radiació de la bomba atòmica llançada a Hiroshima el 1945.
Just després de l'accident el principal problema sanitari procedia del iode 131, amb un període de semidesintegració de vuit dies. Actualment, però, la preocupació principal és la contaminació del sòl amb estronci 90 i cesi 137, amb períodes de semidesintegració d'uns 30 anys. Les concentracions més altes de cesi 137 es troben a les capes superficials del sòl, on és absorbit per plantes, insectes i fongs i així entren dins de la cadena alimentària. Es tem que la radioactivitat afecti a la població local durant generacions.
El 2005, l'OIEA va elaborar l'últim informe que detalla el nombre de morts directament causats per l'accident en 59 persones, d'ells 48 treballadors de la central. Els casos de càncer de tiroide comptabilitzats han estat més de 4.000. S'estima que 600.000 persones van ser afectades per la radiació, de les quals almenys 3.500 moriran com a conseqüència d'aquesta, entre ells la majoria dels 2.500 treballadors i militars que van construir el primer sarcòfag de ciment.
Un altre estudi obté diferents resultats respecte a Txernòbil. Segons aquest, mig milió de persones han mort i les dades subministrades per Ucraïna no són completes. Aquest seria el nombre de persones (500.000) que haurien perdut la vida, a causa del núvol radioactiu, que va contaminar gran part d'Europa. I unes altres 30.000 moririen en els pròxims anys. Aquestes avaluacions, presenten una diferència important amb les investigacions de l'OMS i l'OIEA. Segons Greenpeace en total han estat contaminades amb cesi 137 un 30% de les àrees en les quals viuen nou milions de persones. Segons un tècnic del centre científic del govern ucraïnès, a Ucraïna es registren casos de càncer de tiroide, leucèmies i mutacions genètiques que no apareixen en les estadístiques de l'OMS, i que eren pràcticament desconegudes fa vint anys.

### Ambientals

Nivells de contaminació radioactiva deu anys després de l'accident (només la causada per cesi-137)

El reactor 1 de la central nuclear de Txornòbil tenia unes cent noranta tones de combustible nuclear en el moment de l'accident. Algunes estimacions calculen que al voltant del 3,5 % d'aquest va ser emès a l'atmosfera però aquestes dades no són gens segures, ja que diferents estimacions situen la quantitat de combustible emès en xifres extraordinàriament dispars, que van del 5 % al 97 %. Els núclids radioactius de cesi 137 (que emet radioactivitat beta), iode 131 (radioactivitat beta) i tel·luri 132 (radioactivitat beta) i en menor grau estronci 90 (radioactivitat beta) i plutoni 241 (radioactivitat alfa) entre d'altres, un cop alliberats a l'aire, no s'estenen mai de manera homogènia, en concentracions concèntriques amb centre a la central, sinó que es desplacen amb les masses d'aire segons la meteorologia (pressió atmosfèrica, direcció i força del vent, presència o no de pluja, etc.) del moment, i sobretot lligades a les petites partícules sòlides (aerosols) d'aquestes masses d'aire, procedents dels fums de l'incendi, contaminació atmosfèrica o presents a la natura. Aquestes poden ser aturades i acumulades en trobar-se amb obstacles, com pot ser un arbre (que atura la partícula radioactiva, impedint que es mogui, i les radiacions alfa i beta que emet, les gamma no) o una muntanya, però la calor de l'incendi va fer que els núclids radioactius fossin alliberats a molta altitud, cosa que va facilitar que es desplacessin sense ser aturats al llarg de milers de quilòmetres i gairebé arribant als Pirineus.
La contaminació radioactiva es va estendre doncs pels continents asiàtic i sobretot europeu en onades de bosses d'aire en general més concentrades a l'inici de la trajectòria i més difoses, però també abastant zones majors, a mesura que avançaven. Hi van destacar sis onades, en forma de pètals irregulars sortint de Txornòbil, els dies 26 d'abril, el 27 (dues), el 29 i el 2 i 4 de maig.
La taula a continuació mostra la radioactivitat beta assignada al cesi 137 dipositat i detectat a diferents països d'Europa:
| Alguns països contaminats a Europa (en kBq/m² amb Cs137) |               |               |                |                |                 |                 |              |              |
| País                                                     | 37-185 kBq/m² | 37-185 kBq/m² | 185-555 kBq/m² | 185-555 kBq/m² | 555-1480 kBq/m² | 555-1480 kBq/m² | +1480 kBq/m² | +1480 kBq/m² |
| País                                                     | km²           | % del país    | km²            | % del país     | km²             | % del país      | km²          | % del país   |
| Rússia                                                   | 49.800        | 0,29          | 5.700          | 0,03           | 2.100           | 0,01            | 300          | 0,002        |
| Ucraïna                                                  | 37.200        | 6,20          | 3.200          | 0,53           | 900             | 0,15            | 600          | 0,100        |
| Belarús                                                  | 29.900        | 14,40         | 10.200         | 4,90           | 4.200           | 2,00            | 2.200        | 1,100        |
| Suècia                                                   | 12.000        | 2,70          | -              | -              | -               | -               | -            | -            |
| Finlàndia                                                | 11.500        | 3,40          | -              | -              | -               | -               | -            | -            |
| Austria                                                  | 8.600         | 10,30         | -              | -              | -               | -               | -            | -            |
| Noruega                                                  | 5.200         | 1,30          | -              | -              | -               | -               | -            | -            |
| Bulgària                                                 | 4.800         | 4,30          | -              | -              | -               | -               | -            | -            |
| Suïssa                                                   | 1.300         | 3,10          | -              | -              | -               | -               | -            | -            |
| Grècia                                                   | 1.200         | 0,91          | -              | -              | -               | -               | -            | -            |
| Eslovènia                                                | 300           | 1,50          | -              | -              | -               | -               | -            | -            |
| Itàlia                                                   | 300           | 0,10          | -              | -              | -               | -               | -            | -            |
| Moldàvia                                                 | 60            | 0,20          | -              | -              | -               | -               | -            | -            |
| Totals                                                   | 162.160 km²   | 162.160 km²   | 19.100 km²     | 19.100 km²     | 7.200 km²       | 7.200 km²       | 3.100 km²    | 3.100 km²    |

### Tècniques

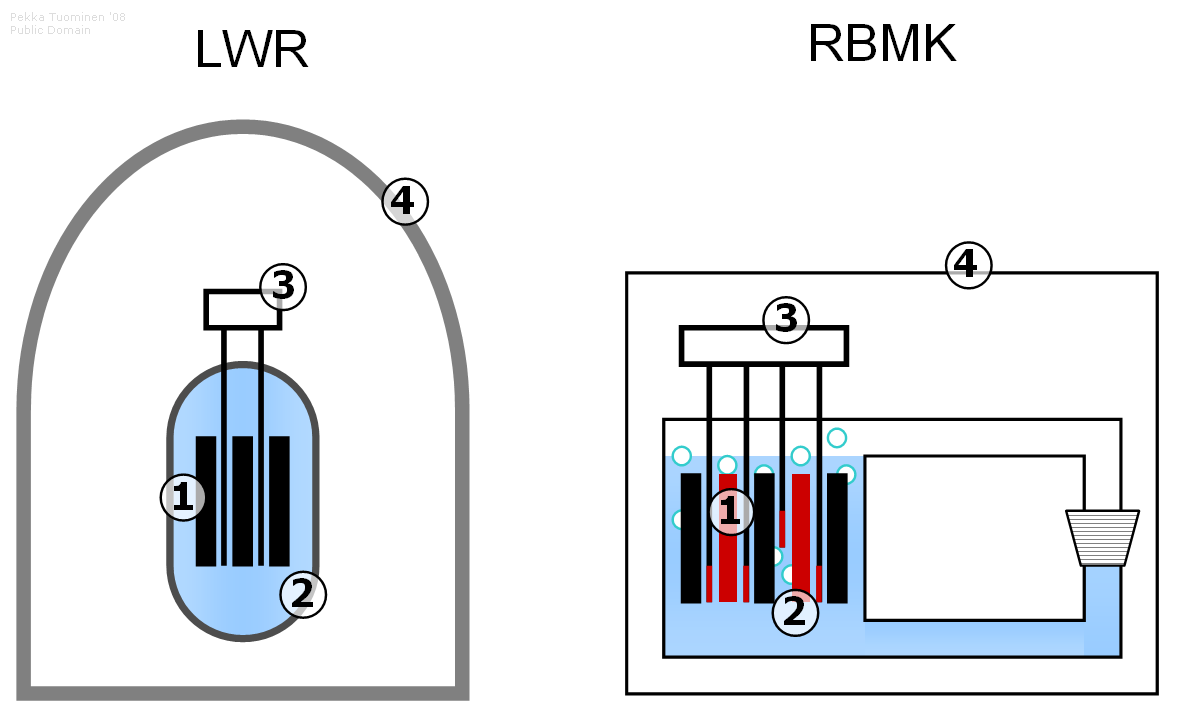
A l'esquerra, algunes de les modificacions que mundialment es van fer al disseny més bàsic dels reactors. A la dreta com a referència, un esquema de reactor com els d'abans de l'accident. La diferència més visible és que, des de llavors, qualsevol tipus de reactor està contingut en un edifici de contenció de formigó (4) dissenyat perquè, en cas d'explosió del nucli, la radioactivitat no surti d'ell. Aquest era inexistent abans, per això a Txornòbil nombrosos liquidadors el van haver fer a posteriori de l'accident. L'altre canvi radical es va fer al disseny del recipient del reactor (2), que es va modificar completament per tal d'evitar les causes que van provocar l'explosió d'aquest a Txornòbil. El moderador (1) era de grafit, que és imflamable, com també ho era a Vandellòs I, per exemple, i a tots els reactors de gas, que es van passar a considerar massa perillosos i es van tancar: actualment no n'opera cap al món. Les barres de control (3) són mòbils i el fet de submergir-les en el reactors o treure-les és el que controla les reaccions nuclears que hi tenen lloc, s'han fet esforços perquè aquest moviment sigui més ràpid i el control més subtil, ràpid i eficaç. També s'han deixat de fet de grafit, ja que se sap que en els primers instants de la seva introducció el que feia era augmentar el nombre de fissions. Fins aleshores es considerava que no era preocupant, ja que al cap d'una estona es compensava, però a partir de l'accident hom va deixar de tolerar-ho, donant més importància al fet de poder actuar ràpida i eficaçment en cas de necessitar una intervenció radical.

L'estudi de les causes de l'accident va fer que els nous dissenys de reactors i centrals nuclears a tot el món fossin diferents, tenint en compte altres possibles mals funcionaments i accidents, i imaginant i imposant els mitjans adients per a evitar-los i també mesures de seguretat actives i passives perquè, en el cas poc probable que igualment hi hagués algun d'aquests incidents, minimitzar-ne els efectes i que la radiació no surti a l'exterior. Les centrals existents que no complien aquests nous criteris es van tancar o es van adaptar. El gener de 1993, l'IAEA va revisar l'anàlisi sobre les causes de l'accident, atribuint-li un error en el disseny del reactor.
A tot Europa, incloent-hi els Països Catalans, es va crear una xarxa d'aparells de detecció i control de radioactivitat atmosfèrica repartits per tot el seu territori que permeten observar i prendre les mesures necessàries en casos d'accidents, fuites o qualsevol mena d'accident que impliqui radiacions ionitzants a l'atmosfera. També permeten mesurar la radioactivitat natural, per exemple a Catalunya alguns distingeixen bé la natural de l'artificial, cosa que s'utilitza també per a l'estudi de modelitzacions del comportament de les masses d'aire, per ajudar a predir d'una manera aproximatixa, semblant a les prediccions meteorològiques, com s'expandria qualsevol mena de contaminació atmosfèrica, incloent-hi la radioactiva.
A nivell ambiental i sanitari hi va haver grans canvis relacionats amb valors de dosis (de radiacions i també d'altres contaminants) que a partir de llavors les normes considerarien com a admissibles. Es van afegir criteris normatius referents a la contaminació en general, com per exemple la pols (partícules), que ara se sap que, si no tenen uns efectes tan immediats com les radiacions ionitzants a l'organisme, sí que en tenen, i d'importants, a llarg termini. També es van modificar els criteris de les considerades "dosis febles", criteris encara en debat pel fet que se sap, cada dia amb més certesa, que tota petita dosi de, per exemple, plom, provoca un efecte igual o fins i tot superior amb el pas dels anys que les dosis més elevades. Per exemple, el 2011 l'OMS no considera sa cap dels tres milions de nens dels territoris oficialment contaminats per l'accident. Segons aquesta organització, tots desenvolupen diferents patologies, de diversos graus de gravetat, relacionades amb l'afebliment de les defenses. Ambientalment des de l'accident es considera que se sap amb certesa, i es prenen mesures tècniques i legals necessàries, que no és possible descontaminar un territori sencer després de cert tipus d'incidents, és a dir, que mai no podrà ser com abans d'ell sinó al contrari, les conseqüències ecològiques negatives (mutacions genètiques, casos de càncer, transmissió d'aquests a generacions posteriors, etc.) augmenten, com diuen els mateixos ucraïnesos, "com un arbre que creix".

### Polítiques
L'accident de Txornòbil va ser determinant per a l'inici del procés d'obertura de la Unió Soviètica a l'Europa Occidental, per a la fi de la guerra freda i la perestroika.

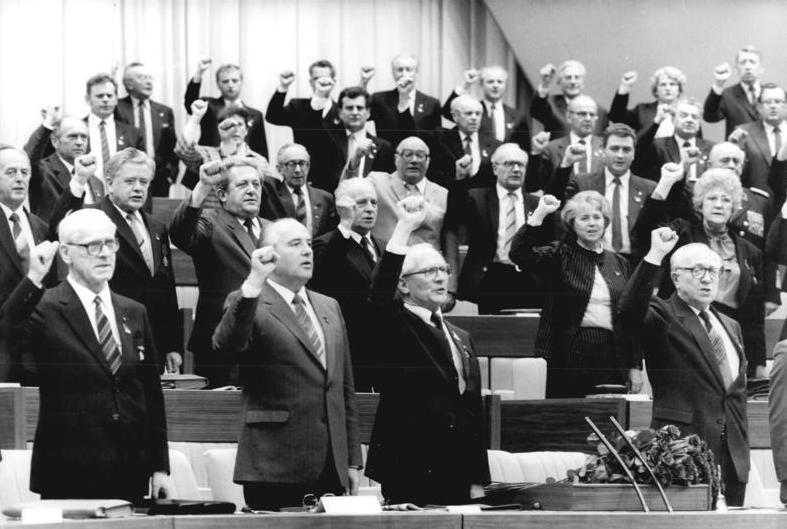
Govern soviètic el 1986

A Itàlia l'accident de Txornòbil i el fet que la radioactivitat afectés el país va provocar la proposició d'un referèndum al qual es preguntava si es volia tenir o no energia nuclear procedent de centrals nuclears ubicades a Itàlia. El referèndum es va fer el dia 8 de novembre de 1987 i el 80 % dels votants va respondre «no», cosa que va comportar el tancament de les tres centrals que en aquest moment estaven operatives a Itàlia. També hi havia una altra en construcció, la qual es va aturar, i feia poc que hom hi havia aturat una cinquena. En aquella època l'energia nuclear representava només un 4,5 % de l'energia primària produïda al país, front a un 24,5 % d'energies renovables (dels quals un 23 % de centrals hidroelèctriques i la resta geotèrmica i solar) i un 71 % de centrals tèrmiques. De 1986 a 2010 les importacions d'energia primària italiana s'han duplicat (part d'ella prové de centrals nuclears franceses, que si tenen accidents poden contaminar Itàlia, però en canvi el govern italià no pot exigir-les, per exemple, mesures de seguretat més restrictives, revisions més freqüents i més exhaustives, etc.), el percentatge de renovables al seu mix energètic no ha augmentat gaire (el 2010 la suma d'energia primària procedent d'energia solar més eòlica no arriba al 3%, i hi ha un 2% d'energia geotèrmica) i la inquietud social per les emissions de diòxid de carboni dels combustibles fòssils (usats a les tèrmiques), a més del preu d'aquests, ha augmentat. Això ha fet que el govern italià de Berlusconi, que hi voldria construir vuit reactors nuclears PWR, hagi organitzat un nou referèndum sobre la conveniència o no de tornar a tenir centrals nuclears, previst pel juny de 2011. El referèndum es va proposar abans de l'accident de Fukushima de març de 2011.

## Situació actual

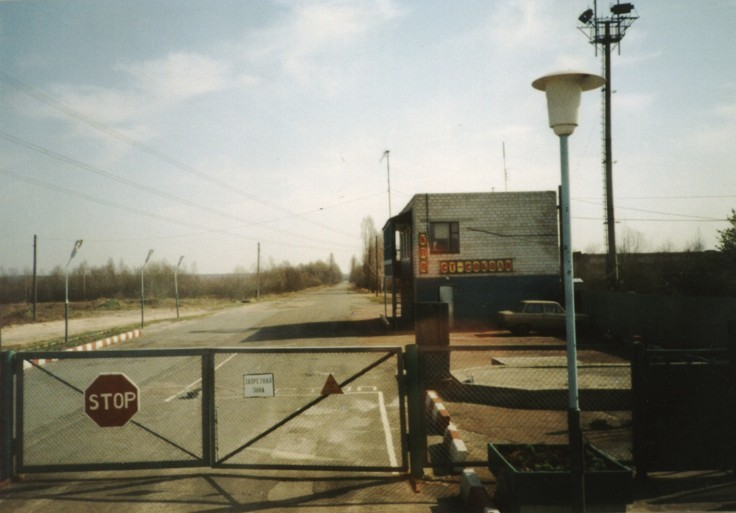
L'entrada a la zona d'exclusió de Txornòbil a trenta quilòmetres de la central està vigilada i cal mostrar un permís especial per a entrar-hi.

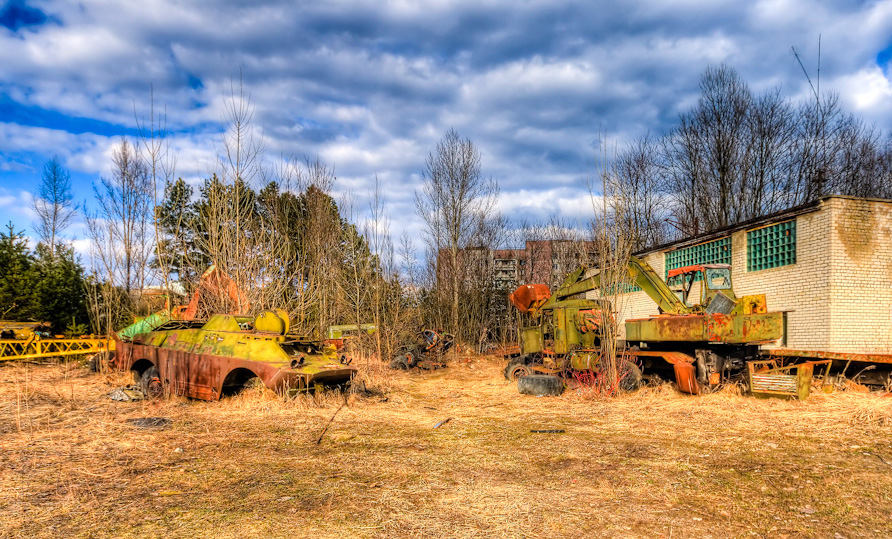
Prípiat el 2009

L'accident va ocórrer al reactor 4 de la central nuclear. Els reactors 1, 2 i 3 encara es trobaven en funcionament el 2001 i el 2006 sumaven més de sis-centes tones de combustible nuclear. Actualment encara hi ha un milió i mig de residus radioactius, la major part dels quals a l'aire lliure, a la zona.
La instal·lació, tot i estar protegida pel sarcòfag de formigó construït després de l'accident, no deixa de tenir greus riscos de fuites i no se sap si pot suportar eventuals nous accidents, entre d'altres possibles causes per l'evolució dels materials radioactius acumulats al seu interior. Per aquest motiu, el 2006 s'hi va construir un nou confinament d'acer per sobre del sarcòfag de formigó, però a causa de la radioactivitat, tot i ser unes desenes d'anys després de l'accident, l'obra de construcció va presentar contínuament problemes. Té un cost inicial previst de mil cinc-cents milions d'euros, més cent milions anuals de costos de manteniment, que pagaran amb els seus impostos quatre generacions d'ucraïnesos.
Al novembre de 2016, trenta anys després de la tragèdia, es va inaugurar el nou sarcòfag de Txornòbil que es va denominar "Nou Sarcòfag Segur" (NSC, per les seves sigles en anglès), una estructura mòbil, la major construïda fins avui al món, en forma d'arc de 110 metres d'alt, 150 d'ample i 256 de llarg i més de 30.000 tones. Es va construir a 180 metres del reactor i després s'hi va situar a sobre mitjançant un sofisticat sistema de rails. S'estima que tindrà una durada de més de cent anys. El cost final de l'estructura va ser de 1.500 milions d'euros, finançat pel Banc Europeu de Reconstrucció i Desenvolupament (BERD) al costat de la col·laboració de 28 països que van aportar 1.417 milions d'euros i construït per l'empresa francesa Novarka. L'estructura està equipada amb grues controlades a distància amb l'objectiu d'anar desmuntant l'antiga estructura.
El 4 d'abril de 2020, va haver-hi un incendi forestal provocat per una imprudència dins de la zona d'exclusió, vora de Vladímirovka, fet que va multiplicar per 16,5 els nivells de radiació habituals.
L'accident nuclear de Txornòbil va provocar debats sobre l'ús de l'energia nuclear a diversos països europeus i, fins i tot en alguns, com per exemple Itàlia, es va decidir tancar totes les centrals nuclears existents. A Ucraïna va existir el debat però actualment encara compten amb l'energia nuclear de quinze reactors i tenen projectat anar construint-ne vint-i-dos més fins a 2030.
La major part de les zones més contaminades, en territori ucraïnès i belarús, han estat restringides i protegides com a Zona d'exclusió de Txornòbil i la Reserva radiològica estatal de Polèsia.

## Cultura popular
Aquest accident, el 1986, va tenir lloc en un moment històric al qual es debatia molt fortament la utilització d'energia nuclear per a qualsevol propòsit. També va tenir importants conseqüències polítiques, tecnològiques, socials, etc. i va obrir nous grans projectes de col·laboració i d'investigació. Es van conèixer històries humanes que causaren gran impressió, com els herois oblidats anomenats liquidadors o els habitants que mai no van voler deixar la zona contaminada. També es van estendre imatges impactants, algunes de les quals superaven ambients de fins aleshores ciència-ficció, dels esdeveniments, de la central, de les màquines, les persones, el camp, la ciutat, etc. Això va inspirar nombrosos artistes i creatius de tota mena de gèneres, com teatre, cinema, còmic, literatura, música, videojocs (saga S.T.A.L.K.E.R., Call of Duty 4, Soviet Strike, etc.), videoclips, etc.
Alguns exemples en són:
- 2019: Minisèrie Chernobyl, produïda per HBO i Sky
- 2010: Videoclip de la cançó Sweet people, representant ucraïnesa a Eurovisió i cantada per Alyosha, que va ser gravat a Txornòbil
- 2006: Cançó Ghost Town, de Huns & Dr Beeker, en homenatge a la ciutat ja deshabitada de Prípiat
- 2006: Exposició Hi havia una vegada Txernòbil, organitzada pel CCCB.[14]
- 2001: Novel·la El drac de Prípiat, de Karl Schroeder
- 1997: Llibre La pregària de Txernòbil, de l'escriptora belarussa Svetlana Aleksiévitx, guanyadora del Premi Nobel de Literatura.
- 1991: Pel·lícula Star Trek VI: The Undiscovered Country. Està ambientada en un futur "fictici" al qual es produeix la destrucció del principal productor d'energia de l'imperi klingon, cosa que provoca una important crisi que l'obliga a acostar-se a la Federació de Planetes Units. Està inspirada en la central de Txornòbil, del seu accident i de la perestroika de la Unió Soviètica.
- 1991: Pel·lícula Txernòbil: Últim avís, d'Anthony Page
- 1987: Cançó Kiev, de Barclay James Harvest, a l'àlbum Face to face